# Плімут Вейлерс
«Плімут Вейлерс» (англ. Plymouth Whalers) — американський молодіжний хокейний клуб з містечка Плімут, штат Мічиган, що виступав в хокейній лізі Онтаріо з 1997 по 2015 роки.

## Історія
Історія клубу розпочалася у 1990 році, коли в Детройті для участі в ОХЛ було створено команду «Комп'ювейр Ембасадорс». За два роки вона змінила назву на «Джуніор Ред-Вінгс». У 1995 році клубу вдалося виграти кубок Джей Росса Робертсона (головний трофей ліги). Але одразу після того сезону команда переїхала в Плімут, де два роки виступала під назвою «Детройт Вейлерс», а з 1997-го — «Плімут Вейлерс».
За 18 сезонів у лізі «китобої» зуміли вибороти кубок Джей Росса Робертсона (у 2007-му) та ще двічі дістатися фіналу.
14 січня 2015 було оголошено про намір продажу клубу і його подальший переїзд до Флінту. Свій останній поєдинок у Плімуті команда провела 21 березня 2015-го. Перед заповненими вщент трибунами домашньої арени «Вейлерс» підсумували найбільш невдалий сезон у своїй історії, в якому команда вперше не зуміла пробитися до стадії плей-оф, поразкою «Отерс» з рахунком 1:5. Автором останньої шайби команди став Яннік Ратгеб.

## Результати по сезонах
Скорочення: І = Ігри, В = Виграші, Н = Нічиї, ПО = Поразки не в основний час гри, П = Поразки, ГЗ = Голів забито, ГП = Голів пропущено, О = Очки
| Сезон     | Ліга | І  | В  | Н  | ПО | П  | ГЗ  | ГП  | О   | Місце     | Плей-оф                            |
| 1997-1998 | ОХЛ  | 66 | 37 | 7  | 3  | 19 | 279 | 223 | 84  | 5-е з 18  | Програш у півфіналі                |
| 1998-1999 | ОХЛ  | 68 | 51 | 4  | 2  | 11 | 313 | 162 | 108 | 1-е з 20  | Програш у півфіналі конференції    |
| 1999-2000 | ОХЛ  | 68 | 45 | 4  | 1  | 18 | 256 | 172 | 95  | 1-е з 20  | Програш у фіналі                   |
| 2000-2001 | ОХЛ  | 68 | 43 | 5  | 5  | 15 | 253 | 162 | 96  | 2-е з 20  | Програш у фіналі                   |
| 2001-2002 | ОХЛ  | 68 | 39 | 12 | 2  | 15 | 249 | 166 | 92  | 1-е з 20  | Програш в чвертьфіналі конференції |
| 2002-2003 | ОХЛ  | 68 | 43 | 9  | 2  | 14 | 259 | 174 | 97  | 3-е з 20  | Програш у фіналі конференції       |
| 2003-2004 | ОХЛ  | 68 | 32 | 9  | 3  | 24 | 220 | 204 | 76  | 7-е з 20  | Програш у півфіналі конференції    |
| 2004-2005 | ОХЛ  | 68 | 30 | 6  | 3  | 29 | 198 | 204 | 69  | 12-е з 20 | Програш в чвертьфіналі конференції |
| 2005-2006 | ОХЛ  | 68 | 35 |    | 5  | 28 | 227 | 225 | 75  | 8-е з 20  | Програш у півфіналі конференції    |
| 2006-2007 | ОХЛ  | 68 | 49 |    | 5  | 14 | 299 | 173 | 103 | 2-е з 20  | Чемпіони                           |
| 2007-2008 | ОХЛ  | 68 | 34 |    | 6  | 28 | 228 | 223 | 74  | 12-е з 20 | Програш в чвертьфіналі конференції |
| 2008-2009 | ОХЛ  | 68 | 37 |    | 5  | 26 | 253 | 244 | 79  | 8-е з 20  | Програш у півфіналі конференції    |
| 2009-2010 | ОХЛ  | 68 | 38 |    | 3  | 27 | 245 | 201 | 79  | 7-е з 20  | Програш у півфіналі конференції    |
| 2010-2011 | ОХЛ  | 68 | 36 |    | 6  | 26 | 249 | 219 | 78  | 10-е з 20 | Програш у півфіналі конференції    |
| 2011-2012 | ОХЛ  | 68 | 47 |    | 3  | 18 | 279 | 205 | 97  | 2-е з 20  | Програш у півфіналі конференції    |
| 2012-2013 | ОХЛ  | 68 | 42 |    | 9  | 17 | 292 | 202 | 93  | 4-е з 20  | Програш у фіналі конференції       |
| 2013-2014 | ОХЛ  | 68 | 28 |    | 7  | 33 | 187 | 238 | 63  | 14-е з 20 | Програш в чвертьфіналі конференції |
| 2014-2015 | ОХЛ  | 68 | 23 |    | 7  | 38 | 195 | 255 | 53  | 17-е з 20 |                                    |

## Рекорди клубу
Командні рекорди
- Найбільша кількість очок в сезоні — 108 (В51-Н4-ПО2-П11) (1998-99)
- Найменша кількість очок в сезоні — 53 (В23-ПО7-П38) (2014-15)
- Найбільша кількість забитих голів в сезоні — 313 (1998-99)
- Найменша кількість забитих голів в сезоні — 187 (2013-14)
- Найбільша кількість пропущених голів в сезоні — 255 (2014-15)
- Найменша кількість пропущених голів в сезоні — 162 (1998-99) та (2000-01)

Індивідуальні рекорди
- Найбільша кількість набраних очок за сезон — 117, Чед Лароуз (2002-03)
- Найбільша кількість закинутих шайб у сезоні — 61, Чед Лароуз (2002-03)
- Найбільша кількість результативних пасів за сезон — 71, Івен Брофі (2006-07)
- Найбільша кількість штрафних хвилин у сезоні — 223, Йозеф Сладок (2007-08)

### Найкращі бомбардири
| Найбільша кількість: | Найбільша кількість: | Найбільша кількість: | Найбільша кількість: | Найбільша кількість: | Найбільша кількість: | Найбільша кількість: | Найбільша кількість: | Найбільша кількість: | Найбільша кількість: |
| Матчів               | Матчів               | Голів                | Голів                | Результативних пасів | Результативних пасів | Очок                 | Очок                 | Штрафних хвилин      | Штрафних хвилин      |
| -------------------- | -------------------- | -------------------- | -------------------- | -------------------- | -------------------- | -------------------- | -------------------- | -------------------- | -------------------- |
| Нік Мализа           | 294                  | Кріс Террі           | 114                  | Кріс Террі           | 175                  | Кріс Террі           | 289                  | Джино Пізеліні       | 545                  |
| Джо Ґейнор           | 279                  | Чед Лароуз           | 111                  | Джон Віджиланте      | 153                  | Джон Віджиланте      | 246                  | Нейт Кайзер          | 473                  |
| Остін Леві           | 268                  | Деміан Сурма         | 105                  | Джон Мітчелл         | 150                  | Джон Мітчелл         | 230                  | Джеймі Лалонд        | 448                  |
| Гаррет Мерс          | 265                  | Стефан Ноезен        | 100                  | Джеймс Вішневскі     | 135                  | Деміан Сурма         | 225                  | Ерік Ґулді           | 423                  |
| Джон Мітчелл         | 258                  | Гарольд Дрюкен       | 96                   | Стівен Вейс          | 134                  | Стівен Вейс          | 223                  | Джеймс Ремзі         | 421                  |

## Гравці

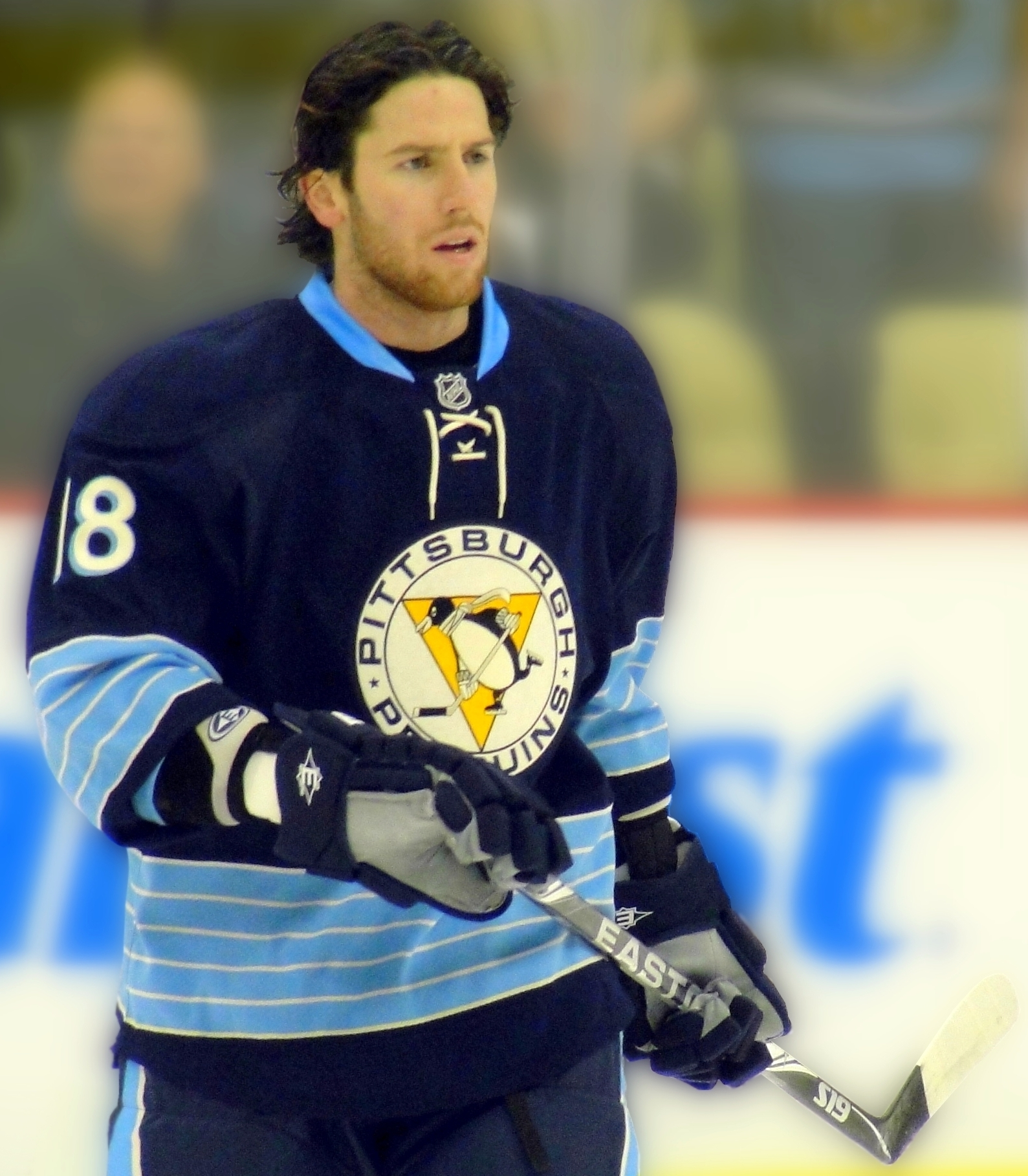
Джеймс Ніл

### Найвідоміші хокеїсти
- Пол Мара
- Девід Легванд
- Джастін Вільямс
- Стівен Вейсс
- Грегорі Кемпбелл
- Чед Лароуз
- Кріс Торбурн
- Джеймс Вішневскі
- Джаред Болл
- Джеймс Ніл
- Міхал Нойвірт
- Тайлер Сегін
- Ріккард Ракелль
- Том Вілсон
- Коннор Каррік
- Герольд Друкен

### Український слід
За весь час існування команди лише один українець грав у її складі: киянин Максим Линник у сезоні 1998-99 років зіграв за «китобоїв» 21 матч.